# Немцов, Яков Григорьевич
Яков Григорьевич Немцов (нем. Jascha Nemtsov; род. 7 октября 1963, Магадан) — немецкий пианист и музыковед
.

## Биография
Окончил с золотой медалью специальную музыкальную школу при Ленинградской консерватории, затем с отличием — Ленинградскую консерваторию (1986). С 1992 года живёт в Германии. Защитил кандидатскую диссертацию о «Новой еврейской школе» в академической музыке первой половины XX в. (2004) и докторскую диссертацию о «Сионизме в музыке» (2007). 

## Репертуар
Исполняет произведения Эрнеста Блоха, Сергея Прокофьева, Тихона Хренникова, Артура Лурье, Иосифа Ахрона, Шостаковича, Родиона Щедрина, Самуила Фейнберга, но главное его открытие — сочинения композиторов, репрессированных при тоталитарных режимах в СССР и Германии (Гидеон Кляйн, Виктор Ульман, Эрвин Шульхоф, Мечислав Вайнберг, Александр Веприк, Всеволод Задерацкий и другие).
В своих выступлениях зачастую перемежает исполнение произведений рассказом о судьбах их авторов. По мнению директора Центра еврейских исследований Денверского университета Дэвида Шнеера, «как пианист и исследователь, Немцов обладает уникальной возможностью поведать их историю и исполнить их работы. Он совмещает в себе любознательность историка и виртуозность музыканта».
С 2010 года Немцов заведует канторским семинаром Колледжа им. Абрахама Гайгера при университете Потсдама и в этом качестве способствует подготовке канторов для еврейских общин Германии и других европейских стран. В апреле 2013 года профессор Яша Немцов возглавил новообразованную кафедру истории еврейской музыки Веймарской Высшей школы музыки имени Листа.

## Творческое сотрудничество
Выступал и записывался с Т. Циммерман, Д. Герингасом, К. Блахером, Д. Ситковецким, Х. Шнейдерман, И. Турбаном и др.
Характеризуя исполнение Немцовым и Циммерман музыки с еврейскими корнями, критик журнала «Andante» отмечает, что Немцов «давно посвятил себя розыску и исполнению этого репертуара, и его чувствительный пианизм превосходно соответствует его партнеру по дуэту. В итоге дуэт проникает прямо в эмоциональный центр музыки, донося до слушателя уникальное для неё сочетание меланхолии, стоицизма и радости, подчас выраженное в едином жесте».

## Признание
Премия Ассоциации немецких музыкальных критиков за диск сонат для скрипки и фортепиано Шостаковича и Вайнберга (2007, вместе с К.Блахером). 
Премия «Опус Классик» за антологию из пяти дисков с фортепианными произведениями Всеволода Задерацкого (2018).

## Личная жизнь
Жена Немцова композитор Сара Немцов, у супругов трое детей.

## Публикации
- Jüdische Musik in Sowjetrußland: die «Jüdische Nationale Schule» der zwanziger Jahre / Ernst Kuhn, Jascha Nemtsov (Hrsg.). Berlin: Kuhn, 2002
- Die neue Jüdische Schule in der Musik. Wiesbaden: Harrassowitz, 2004
- Jüdische Kunstmusik im 20. Jahrhundert: Quellenlage, Entstehungsgeschichte, Stilanalysen. Wiesbaden: Harrassowitz, 2006
- «Um mich kreist der Tod». Sostakovics Sonate fur Violine und Klavier // Osteuropa, 2006, № 8
- «Ich bin schon längst tot». Komponisten im Gulag: Vsevolod Zaderackij und Aleksandr Veprik // Osteuropa, 2007, № 6.
- Enzyklopädisches Findbuch des Potsdamer Archivs der Neuen Jüdischen Schule in der Musik. Wiesbaden: Harrassowitz, 2008
- Arno Nadel (1878—1943). Sein Beitrag zur jüdischen Musikkultur (=Jüdische Miniaturen, Band 77). Berlin: Hentrich & Hentrich, 2008
- Der Zionismus in der Musik: jüdische Musik und nationale Idee. Wiesbaden: Harrassowitz, 2009
- Deutsch-jüdische Identität und Überlebenskampf: Jüdische Komponisten im Berlin der NS-Zeit. Wiesbaden: Harrassowitz, 2010
- Louis Lewandowski. «Liebe macht das Lied unsterblich!» (=Jüdische Miniaturen, Band 114). Berlin: Hentrich & Hentrich, 2011
- Doppelt vertrieben. Deutsch-jüdische Komponisten aus dem östlichen Europa in Palästina/Israel. Wiesbaden: Harrasowitz,  2013
- «Meine innere Heimat»: Judentum im Leben und Werk von Leonard Bernstein // Leonard Bernstein und seine Zeit. Laaber: Laaber Verlag, 2017, 271–286
- «Ein Lachen durch Tränen»: Jüdische Musik im Schaffen von Mieczyslaw Weinberg" // Judaistik im Wandel. Ein halbes Jahrhundert Forschung und Lehre über das Judentum in Deutschland. Berlin/Boston: De Gruyter,  2017, 111–130
- Charles Valentin Alkan. Ein jüdischer Musiker im Zeitalter der Emanzipation // C.V. Alkan, München: ed. text + kritik, 2017, 28–49
- Jüdische Musik // Handbuch Jüdische Studien. Wien: Böhlau Verlag, 2018, 443–456
- Jüdisch-deutsche und jüdisch-christliche Identität // Mendelssohn-Handbuch, Kassel/Stuttgart: Bärenreiter & Metzler, 2020, 21-30
- Jewish Music and Totalitarianism in the Post-Stalinist Soviet Union // The Oxford Handbook of Jewish Music Studies. New York: Oxford University Press,  2023, 309-334
- From St. Petersburg to Vienna. The New Jewish School in Music (1908–1938) as Part of the Jewish Cultural Renaissance. Wiesbaden: Harrasowitz,  2024
- Jüdische Musik: Einführung. Baden-Baden: Rombach Wissenschaft im Nomos Verlag, 2024